# Brahmanbaria (zila)
Brahmanbaria (Bengaals: ব্রাহ্মণবাড়ীয়া) is een district (zila) in de divisie Chittagong in oostelijk Bangladesh. Brahmanbaria is een District sinds 1984, daarvoor was het deel van Comilla.